# Cỏ xước nước
Cỏ xước nước, hay còn gọi là Cỏ sướt nước, (danh pháp khoa học Centrostachys aquatica), là loài thực vật có hoa thuộc họ Dền. Loài này được (R.Br.) Moq. mô tả khoa học đầu tiên năm 1849.
Cây cỏ thủy sinh sống nổi. Mọc ở các ao hồ ruộng đầm và trên đất ẩm ven nguồn nước. Phân bổ chủ yếu ở Đông Nam Á và nhiệt đới châu Phi.